# Mount Blades
Mount Blades ist ein 408 m hoher Berg im westantarktischen Marie-Byrd-Land. Er ragt in den Ford Ranges an der Nordflanke des Boyd-Gletschers in einer Entfernung von 5 km westnordwestlich des Gebirgskamms Bailey Ridge auf.
Entdeckt und kartiert wurde er von Teilnehmern der United States Antarctic Service Expedition (1939–1941). Das Advisory Committee on Antarctic Names benannte ihn 1966 nach Commander Jehu L. Blades (1925–2009) von der United States Navy, Verantwortlicher für Transportaktivitäten auf der McMurdo-Station im antarktischen Winter 1965.